# 通话录音软件
通话录音软件是軟件將用戶在公共交换电话网或VoIP上的電話內容錄下來並且以音频文件的形式保存。在開庭審判時通話錄音可以作為犯罪嫌疑人的犯罪證據。